# Wereldkampioenschappen synchroonzwemmen 2001
De wereldkampioenschappen synchroonzwemmen 2001 werden van 16 tot en met 29 juli 2001 gehouden in Fukuoka, Japan. Het toernooi was onderdeel van de wereldkampioenschappen zwemsporten 2001.

## Medailles
| Onderdeel | Goud | Goud    | Zilver | Zilver  | Brons | Brons   |
| Vrouwen   | Vrouwen | Vrouwen | Vrouwen | Vrouwen | Vrouwen | Vrouwen |
| --------- | --- | ------- | --- | ------- | --- | ------- |
| Solo      | Olga Sedakova Rusland | 99,434  | Virginie Dedieu Frankrijk | 98,287  | Miya Tachibana Japan | 97,870  |
| Duet      | Miya Tachibana Miho Takeda Japan | 98,910  | Anastasia Davydova Anastassia Ermakova Rusland                                                                                    | 98,390  | Claire Carver-Dias Fanny Létourneau Canada | 96,704  |
| Team      | Rusland Anastasia Davydova Anastassia Ermakova Irina Tolkatcheva Elena Ovtchinnikova Anna Shorina Elvira Khasyanova Svetlana Petratchina Joulia Chestakovitch Maria Gromova | 98,917  | Japan Yoko Yoneda Juri Tatsumi Michiyo Fujimaru Satoe Hokoda Chiaki Watanabe Naoko Kawashima Emiko Suzuki Saho Harada Miho Takeda | 98,083  | Canada Claire Carver-Dias Fanny Létourneau Catherine Garceau Erin Chan Jessica Chase Lynn Johnson Amy Caskey Sara Petrov Shayna Nackoney Sarah L. Alexander | 97,453  |

### Medaillespiegel
| Plaats | Land      | Goud | Zilver | Brons | Totaal |
| 1      | Rusland   | 2    | 1      | 0     | 3      |
| 2      | Japan     | 1    | 1      | 1     | 3      |
| 3      | Frankrijk | 0    | 1      | 0     | 1      |
| 4      | Canada    | 0    | 0      | 2     | 2      |
| Totaal | Totaal    | 3    | 3      | 3     | 9      |